# Malzella littorala
Malzella littorala är en kräftdjursart som först beskrevs av Grossman 1965.  Malzella littorala ingår i släktet Malzella och familjen Hemicytheridae. Inga underarter finns listade i Catalogue of Life.